# František Heřmánek (spisovatel)
František Heřmánek (2. srpna 1901 Třeboň – 15. září 1946 Praha) byl český spisovatel, básník a rozhlasový pracovník.

## Život
Po studiu na osmiletém gymnáziu v Třeboni v letech 1912 - 1921 odešel do Prahy. Zapsal se ke studiu na Filosofické fakultě UK, studium však nedokončil a odjel na několik let do Francie. Po návratu se usadil v Brně, kde nastoupil do brněnské redakce Československého rozhlasu, tehdy "odbočky Radiojournalu", která zde působila od 1. září 1924. Za okupace, mezi lety 1939 - 1945 žil v Tišnově v dnešním okrese Brno-venkov. Živil se rovněž jako dopisovatel Lidových (za okupace tzv. Svobodných) novin. Zemřel předčasně ve věku 45 let ve Všeobecné nemocnici v Praze, kam přijel hledat byt, aby se tu plně začlenil do pražského kulturního dění. Příčinou předčasného úmrtí byl atak Heřmánkovy těžké srdeční choroby. Pochován je na hřbitově v Třeboni. Náhrobek zdobí jeho socha ve splývavém šatu, třímající autorovo dobově nejpopulárnější dílo, román Racek se vrací.

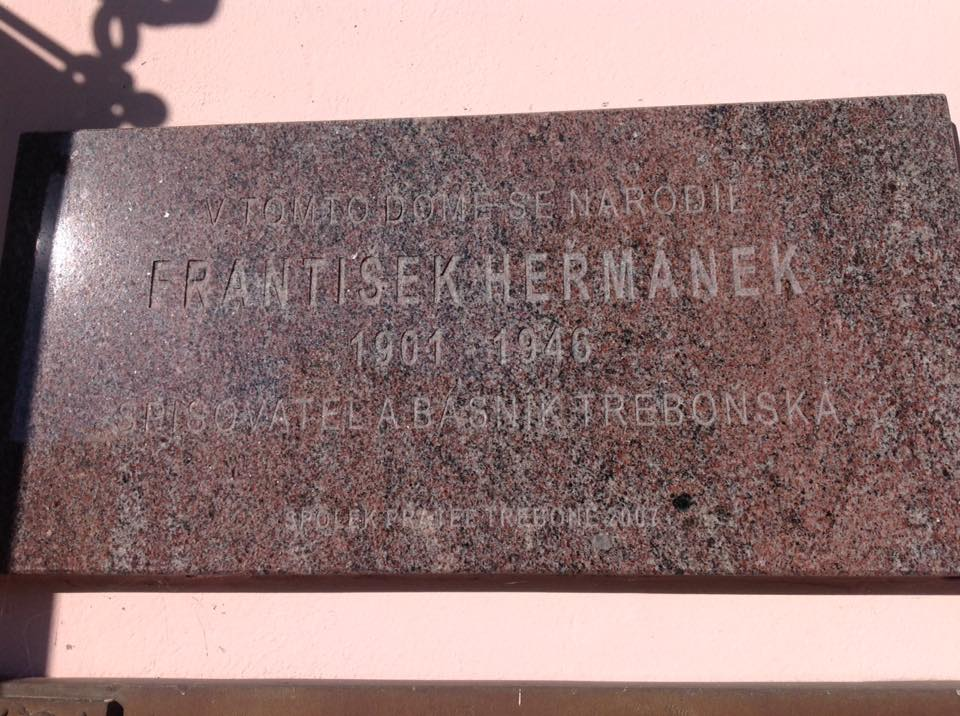
Deska na rodném domě Františka Heřmánka v Třeboni

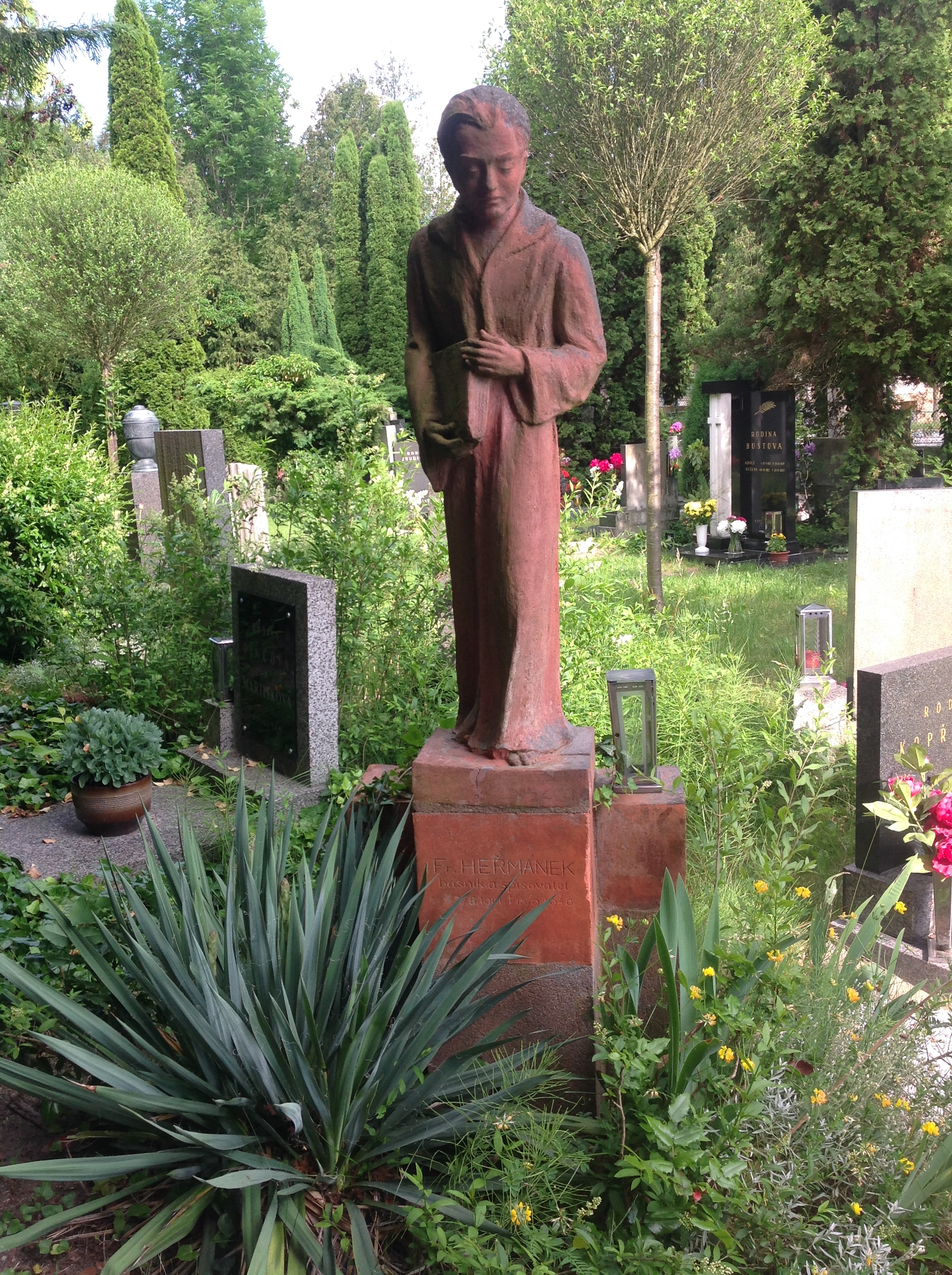
Hrob Františka Heřmánka na hřbitově v Třeboni

## Dílo
František Heřmánek debutoval jako básník sbírkou Světla ve tmě (1924), psané v duchu proletářské poezie. Její ozvuky nacházíme ještě v druhé sbírce Za zdí (1926). Prozaickým debutem je generační román Kohout lásky (1933), zatížený přílišnou lyričností a malou textovou soudržností. Ve třicátých letech se v souvislosti s působením v brněnské redakci soustřeďuje na rozhlasová pásma, hry a fejetony, jejichž sborník Větru napsáno vydal v roce 1938. Skutečných literárních úspěchů dosahuje však až za okupace, kdy se soustředí na historii rodného Třeboňska. Dobově velmi populární román Racek se vrací (1941) i následný Bílý vřes (1943) sice trpí schematičností a tonou v neplodném lyrismu, závěrečná trojice jeho děl je však nadprůměrná a tvoří jednoznačně vrchol Heřmánkova díla. Z nich se navíc zřetelně vymyká sborník povídek U bratra celého světa (1944), které jsou zasazen do rámcové novely o společnosti vyděděnců, již si v hospodě na Daskabátě tyto příběhy vypravují. Bývá proto často označována ze český Dekameron.
Františka Heřmánka postihl po smrti osud řady regionálních autorů; jeho dílo bylo v podstatě zapomenuto a žilo jen výběrově v paměti kraje. Znovuobjeveno bylo v 70. letech, kdy vyšly jeho nejúspěšnější povídkové knihy U bratra celého světa a O nesmrtelném regentovi.
- Světla ve tmě (1926) – básnická sbírka sociálního a agitačního charakteru, ovlivněna proletářskou poezií.
- Za zdí (1926) – baladické verše z vojenského prostředí.
- Kohout lásky (1933) – pokus o generační román.
- Racek se vrací (1941) – dobově velmi úspěšný román o redaktorovi, který se z citově a sociálně otupělého města vrací na jihočeský venkov. Dílo má některé autobiografické rysy.
- Bílý vřes (1943) – román o samotáři Ondřejovi, který svým přírodním a přirozeným způsobem života reprezentuje mravně čistý typ člověka.
- Pohádky starého rákosí (1942) – lyrické pohádkové příběhy z rodného Třeboňska.
- U bratra celého světa (1944) – rámcová novela zasazená do 16. století. Kumpáni sešlí v krčmě zvané Na Daskabátě si vyprávějí příhody o svých životech a především o kouscích veselého "jihočeského enšpígla", probošta Kozky. Pro svou kompozici příběhů v příběhu bývá dílo označované za český Dekameron.
- Srdce zůstalo (1945) – povídkový soubor z doby posledních Rožmberků.
- O nesmrtelném regentovi (1949) – posmrtně vydaný sborník povídek a miniatur o regentu rožmberského panství a legendárním rybníkáři Jakubu Krčínovi.